# Austrohelcon australianus
Austrohelcon australianus är en stekelart som först beskrevs av Kokujev 1901.  Austrohelcon australianus ingår i släktet Austrohelcon och familjen bracksteklar. Inga underarter finns listade.